# André Dierickx
André Dierickx (Oudenaarde, 29 d'octubre de 1946) és un ciclista belga, ja retirat, que fou professional entre 1969 i 1981. El 1968, com a ciclista amateur, va disputar la cursa en línia dels Jocs Olímpics d'Estiu de Ciutat de Mèxic, que finalitzà en dinovena posició. Durant la seva carrera esportiva aconseguí més de 100 victòries, destacant la Volta a Luxemburg de 1971, la Volta a Bèlgica de 1978, la Fletxa Valona de 1973 i 1975 i el Campionat de Zúric de 1973.

## Palmarès
- 1968
  - Vencedor de 2 etapes a la Volta a Bèlgica amateur
  - Vencedor d'una etapa a la Volta a Limburg amateur
- 1969
  - 1r al Gran Premi Marcel Kint
  - Vencedor d'una etapa al Tour de Romandia
- 1970
  - 1r al Gran Premi Pino Cerami
  - 1r a la Nokere Koerse
  - 1r a la Fletxa costanera
  - 1r a la Gullegem Koerse
- 1971
  - 1r de la Volta a Luxemburg i vencedor d'una etapa
  - 1r del Tour de l'Oise i vencedor d'una etapa
  - 1r al Gran Premi de Denain
  - 1r al Circuit de Houtland
  - Vencedor de 2 etapes del Dauphiné Libéré
- 1972
  - Vencedor d'una etapa a la París-Niça
  - Vencedor d'una etapa a la Volta a Bèlgica
- 1973
  - 1r a la Fletxa Valona
  - 1r al Campionat de Zúric
- 1974
  - 1r a Le Samyn
  - 1r al Gran Premi de la vila de Zottegem
- 1975
  - 1r a la Fletxa Valona
  - 1r al Gran Premi del cantó d'Argòvia
  - 1r al Gran Premi de Valònia
- 1978
  - 1r a la Volta a Bèlgica
- 1979
  - Vencedor d'una etapa a la Volta a Suïssa

### Resultats al Tour de França
- 1972. Abandona (8a etapa)
- 1974. 55è de la classificació general
- 1979. Abandona (16a etapa)

### Resultats al Giro d'Itàlia
- 1973. 40è de la classificació general